# Кубарь, Зинаида Александровна
Зинаида Александровна Кубарь (в девичестве — Лихачева; укр. Зінаїда Олександрівна Кубар; род. 24 июля 1975, Киев) — украинская художница и модельер, известная своими разнообразными философскими работами, среди которых фильмы, инсталляции, перформансы, картины и орнаменты. В своих работах она исследует чувственные переживания для анализа тем, связанных с творчеством и современной народной жизнью в контексте XXI века.

## Ранняя жизнь и образование
Зинаида родилась в Киеве 24 июля 1975 года. В 1980 году училась у В. Левчишиной в Киевской художественной студии, живописью занималась у О. Праховой. Она получила степень в области психологии и истории искусств в Киевском национальном университете имени Тараса Шевченко в 2009 году и в Национальной академии изобразительного искусства и архитектуры в 2017 году. Food of War считает её одним из своих членов. В 2015 году работала координатором проекта в Marina Abramović — In Residence (Kaldor Public Art Projects). Национальный союз художников Украины и Резиденция мошенников с 2018 по 2019 год в Нью-Йорке — две организации, в которых она состоит.

## Артистизм
Зинаида исследует в своём искусстве такие темы, как женская идентичность, социальные нормы и сочетание традиций и современности, охватывая различные среды, включая изобразительное искусство, кино, театр, танец, музыку, моду и NFT. Её работы, включающие более 300 произведений искусства и 50 видеороликов, посвящены мифологии и образам, связанным с женскими проблемами, предлагая уникальный взгляд на культурные повествования и человеческий опыт.

## Работы
Зинаида участвовала в трёх крупных выставках: Dakini на 58-й Венецианской биеннале, проектах «Чёрная невеста» на 56-й Венецианской биеннале и персональных выставках в PinchukArtCentre (2015) в Киеве. Принимала участие в Мультимедийном фестивале «Гогольфест», Международном форуме современного искусства «Арт Киев Современник», ярмарке современного искусства «Арт Лима» (Лима, Перу).
Видеоинсталляция художника «Трансформация», представленная на Первой Киевской международной биеннале современного искусства ARSENALE 2012, представляет собой оригинальное произведение, получившее положительные отзывы как искусствоведов, так и зрителей. Совместно с Укрпочтой и UFW (Украинской неделей моды) в 2017 году представила почтовые марки «Трансформация» Её выставка «Полотна Рушника» открылась 28 июня 2022 года в Софийском соборе.
Зинаида познакомилась с несколькими женщинами и молодыми девушками в лагерях протеста во время революции Майдана 2014 года, и их фотографии составляют её работу «Немой». После революции она устроила в студии видеопортретную съёмку, запечатлев момент, когда её персонажи спокойны и непринуждены среди суматохи демонстрации на заднем плане. Работа исследует силу женщин, в которых она видит будущее нации. Когда Россия вторглась в Крым в 2014 году, Зинаида находилась на инспекции в Венеции и не смогла вернуться домой из-за приостановки полетов.
Зинаида принимает участие в международных выставках современного искусства с 2011 года:
- Киевское современное искусство (2011) с инсталляцией «Наши бабы». 7+2 (Наши Женщины. 7+2).[15]
- Международная неделя современного искусства «Космическая одиссея» (2011) с инсталляцией «Космическое яйцо».[16]
- Art Kiev Contemporary (2013) с инсталляцией In&Out.[17]
- New York Pulse (2014) из клипа Осінь така мила (Осень такая мила).[18]

Пять из её фильмов были показаны на инсталляции в галерее кампуса Колледжа визуальных и исполнительских искусств (CVPA) в 2024 году. Среди них — «Flow», произведение 2016 года, в котором сама художница обладает всей звездной силой молодой Деборы Гарри, продолжительностью девять с половиной минут. «Красное пианино», самый длинный фильм в коллекции, длится 50 минут. На стене ниже уровня талии висел короткий фильм 2019 года под названием «Свадебная корона». Центральным экспонатом выставки является фильм «Дакини II» продолжительностью 17 с половиной минут. Шоу получило своё название от последнего видео «Трансформация».

## Филантропия
Зинаида основала волонтерскую инициативу ArtRehub в 2017 году, вдохновившись своим личным творческим опытом. Впервые оно было создано для детей с расстройствами аутистического спектра. Метод основан на использовании традиционных ремесленных традиций, индивидуального художественного самовыражения и икон украинской культуры. Акцент в программах искусства и реабилитации делается на оказание психологической поддержки людям, оказавшимся в сложных ситуациях, которые ухудшились из-за конфликта. Зинаида считает, что современные художники обязаны быть социально сознательными, и это убеждение укрепилось после вторжения России в Украину в 2014 году, которое побудило её создать программу в ответ на острую необходимость.
Зинаида организовала несколько творческих поездок в отдаленные уголки Украины, где собирала, сохраняла и обрабатывала артефакты, связанные с культурным наследием страны. Художник на протяжении шести лет оказывает благотворительную поддержку жителям Чернобыльской зоны отчуждения.

## Личная жизнь
Зинаида живёт и работает в Киеве, Украина. Она замужем за Сергеем Левочкиным, украинским политиком и олигархом. Елену, 6-летнюю дочь пары, крестил Леонид Кучма.